# Мария Тереза Тешенская
Мария Тереза Австрийская (нем. Maria Theresia Isabella, Erzherzogin von Österreich; 31 июля 1816[…], Вена — 8 августа 1867[…], Альбано-Лациале, Папская область) — дочь герцога Тешенского Карла Людвига Австрийского и Генриетты Нассау-Вейльбургской. Супруга короля Обеих Сицилий Фердинандо II.
Ее руки искал для своего сына король Франции Луи-Филип, и вопреки благожелательному отношению к этому союзу герцога Тешенского и королевы Марии-Амелии, брак не состоятся из-за противодействия Меттерниха. Была второй женой монарха, который вступил с ней в брак после смерти первой супруги Марии Кристины. Брак был заключён в Неаполе 27 января 1837 года.

## Дети
Мария-Тереза была многодетной матерью.
- Луиджи (1838—1886), граф де Трани, женат на Матильде Людовике Баварской;
- Альберто (1839—1844), граф де Кастроджованни;
- Альфонсо (1841—1934), граф де Казерта, женат на своей кузине Антуанетте де Бурбон;
- Мария Аннунциата (1843—1871), замужем за австрийским эрцгерцогом Карлом Людвигом;
- Мария Иммакулата (1844—1899), замужем за тосканским эрцгерцогом Карлом Сальватором;
- Гаэтано (1846—1871), женат на испанской инфанте Изабелле;
- Джузеппе (1848—1851), граф де Люцера;
- Мария Пия (1849—1882), замужем за герцогом Пармским Роберто I;
- Винченцо (1851—1854), граф де Мелаццо;
- Паскаль (1852—1904), граф де Бари;
- Мария Луиза (1855—1874), замужем за Генрихом Бурбон-Пармским;
- Дженнаро (1857—1867), граф де Кальтаджироне.

Многие дети умерли в младенчестве.